# Almaty Open
L'Almaty Open, precedentemente conosciuto come Astana Open è un torneo di tennis maschile e femminile, facente parte dell'ATP Tour 250 maschile e della WTA Tour 250 femminile ed è giocato ad Almaty, in Kazakistan, sui campi in cemento al coperto dell'Almaty Arena. Il torneo femminile è durato una sola edizione, quella del 2021, mente a livello maschile l’edizione del 2022 ha fatto parte dell’ATP Tour 500.

## Storia
Inaugurato nel 2020 come ATP 250, il torneo era stato assegnato dall'ATP con una licenza valida per un solo anno per sopperire alle cancellazioni di alcuni tornei del circuito maggiore dovute alla pandemia di coronavirus. La licenza annua era stata confermata nel 2021 e con l'edizione del 2022 l'Astana Open è diventato un ATP 500 e un torneo permanente del circuito, declassato alla categoria 250 la stagione successiva. Nel 2024 la sede viene spostata ad Almaty, la vecchia capitale, nella più spaziosa Almaty Arena.

## Albo d'oro

### Maschile

#### Singolare
| Anno | Campione         | Finalista          | Punteggio     |
| ---- | ---------------- | ------------------ | ------------- |
| 2024 | Karen Chačanov   | Gabriel Diallo     | 6–2, 5–7, 6–3 |
| 2023 | Adrian Mannarino | Sebastian Korda    | 4–6, 6–3, 6–2 |
| 2022 | Novak Đoković    | Stefanos Tsitsipas | 6–3, 6–4      |
| 2021 | Kwon Soon-woo    | James Duckworth    | 7–6(6), 6–3   |
| 2020 | John Millman     | Adrian Mannarino   | 7–5, 6–1      |

#### Doppio
| Anno | Campioni                                | Finalisti                           | Punteggio            |
| ---- | --------------------------------------- | ----------------------------------- | -------------------- |
| 2024 | Rithvik Choudary Bollipalli Arjun Kadhe | Nicolás Barrientos Skander Mansouri | 3–6, 7–6(3), [14–12] |
| 2023 | Nathaniel Lammons Jackson Withrow       | Mate Pavić John Peers               | 7–6(4), 7–6(7)       |
| 2022 | Nikola Mektić Mate Pavić                | Adrian Mannarino Fabrice Martin     | 6–4, 6–2             |
| 2021 | Santiago González Andrés Molteni        | Jonathan Erlich Andrėj Vasileŭski   | 6–1, 6–2             |
| 2020 | Sander Gillé Joran Vliegen              | Max Purcell Luke Saville            | 7–5, 6–3             |

### Femminile

#### Singolare
| Anno | Campionessa         | Finalista        | Punteggio     |
| ---- | ------------------- | ---------------- | ------------- |
| 2021 | Alison Van Uytvanck | Julija Putinceva | 1–6, 6–4, 6–3 |

#### Doppio
| Anno | Campionesse                         | Finaliste                             | Punteggio        |
| ---- | ----------------------------------- | ------------------------------------- | ---------------- |
| 2021 | Anna-Lena Friedsam Monica Niculescu | Angelina Gabueva Anastasija Zacharova | 6–2, 4–6, [10–5] |